# Mercedes-Benz W176
Mercedes-Benz W176 — автомобіль компактного класу німецького преміум-виробника Mercedes-Benz (концерн Daimler AG). Формально вважається моделлю 3-го покоління A-Класу. Але від попередніх двох поколінь його відрізняє значно нижчий (на 18 см) «спортивний» кузов, який вже більш не розрахований на людей похилого віку. Перейти на таку формулу кузова концерн Мерседес примусив ринковий успіх конкурентів - моделі BMW 1 серії преміум-виробника з Баварії BMW.

### Mercedes-Benz Concept A
На Шанхайському автосалоні 2011 року компанія Mercedes-Benz представила концепт-кар Concept A, який став праобразом третього покоління Mercedes-Benz A-Класу. Штутгартці офіційно підтвердили інформацію про те, що крім трьох-і п'ятидверних модифікацій покупцям запропонують і варіант з відкритим верхом.
Під капотом прототипу прописався дволітровий бензиновий мотор потужністю 210 к.с. Агрегатується чотирициліндровий двигун з роботизованою КПП. Саме ця коробка передач прийде на зміну нинішньому варіатору CVT.

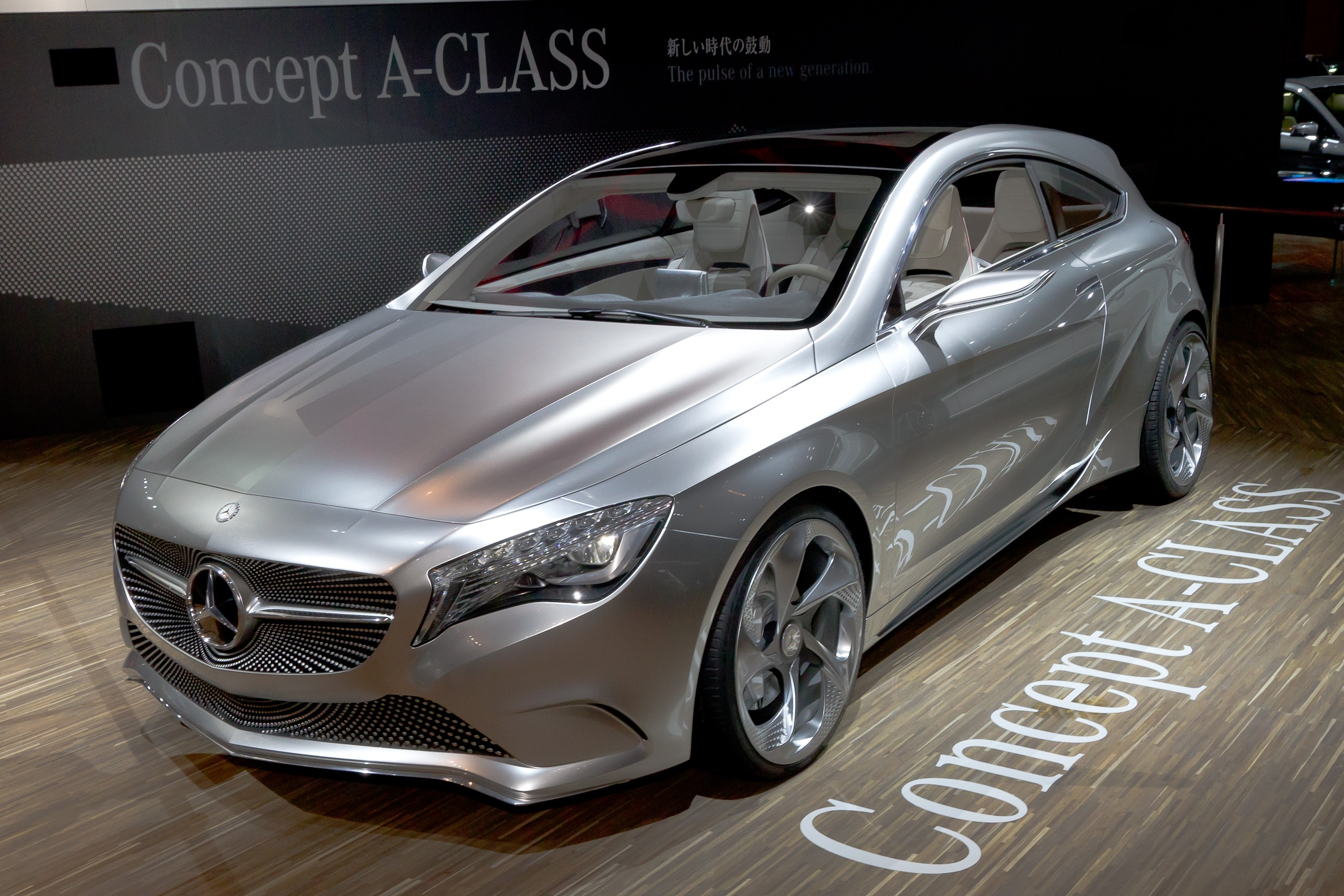
Mercedes-Benz Concept A
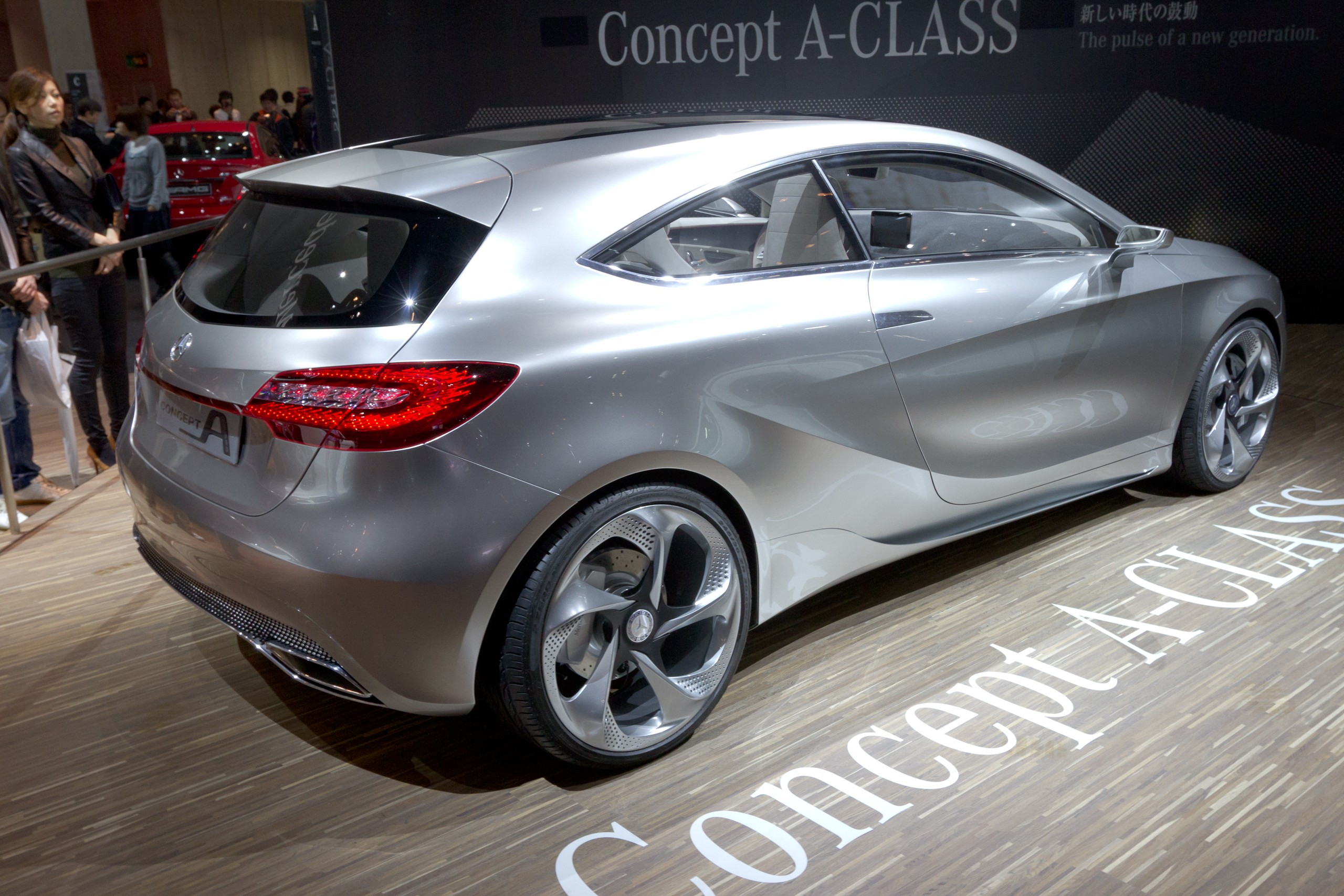
Mercedes-Benz Concept A

### Серійна модель

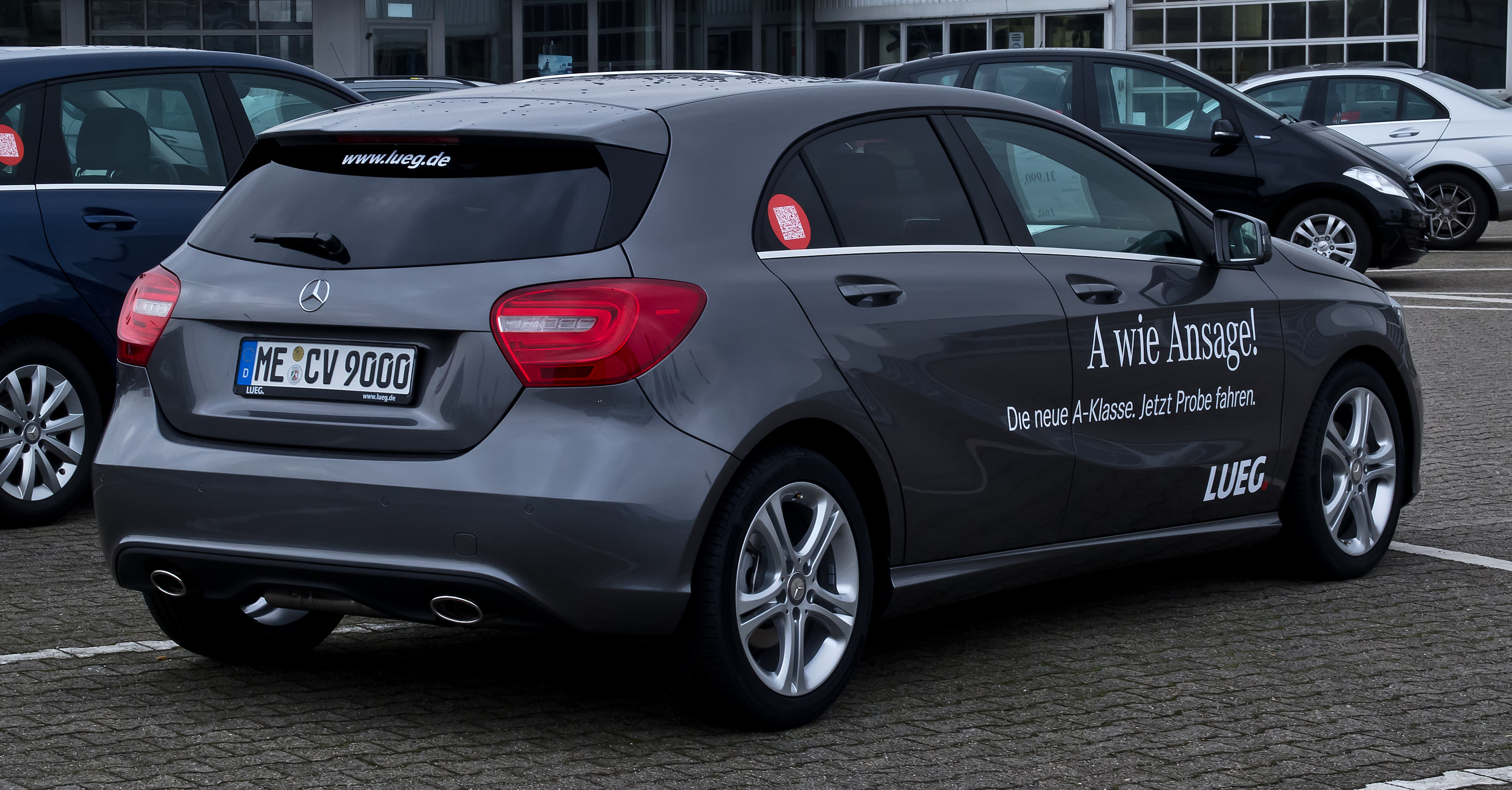
Mercedes-Benz A 180 CDI BlueEFFICIENCY Urban (2012-2015)

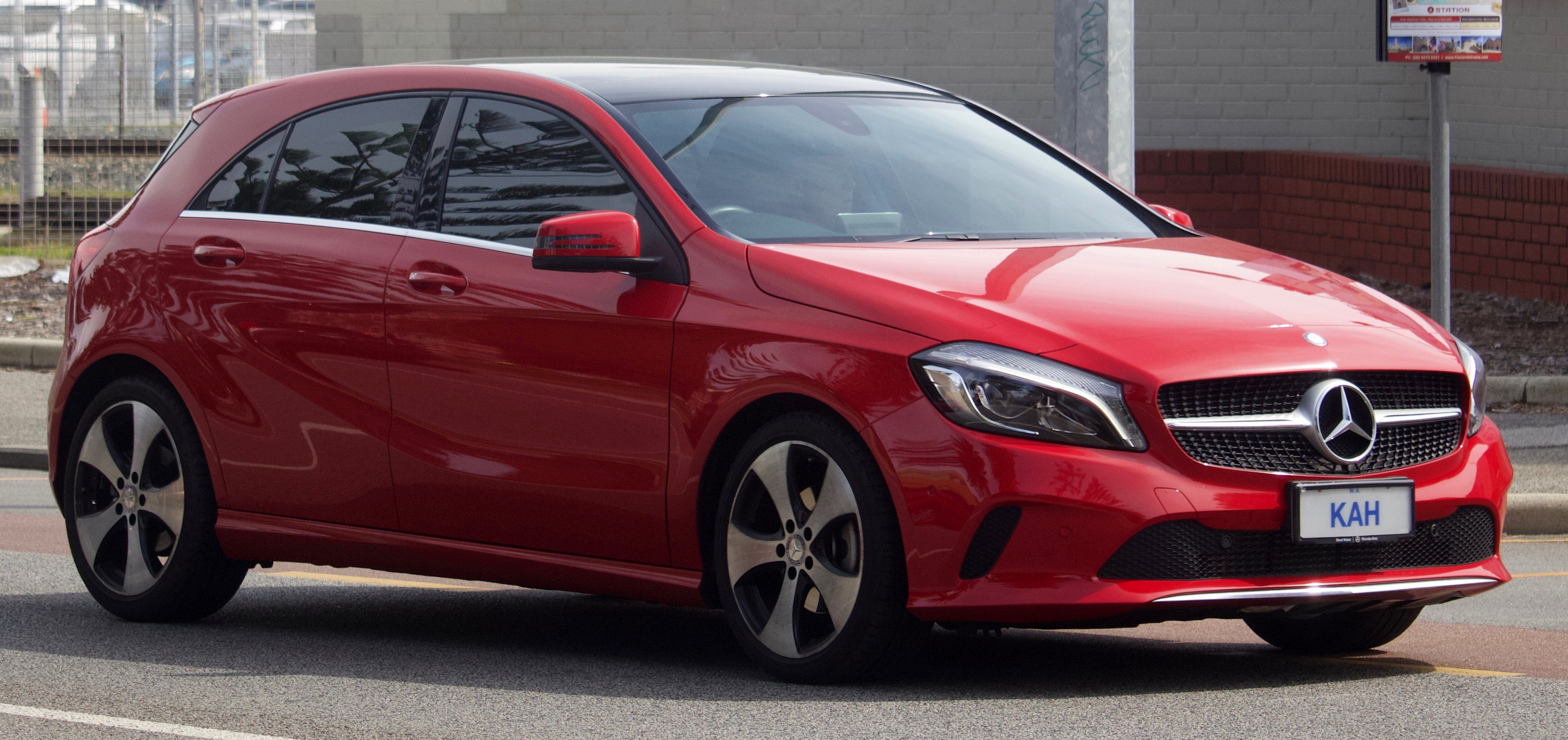
Mercedes-Benz A 200 (2015-2018)

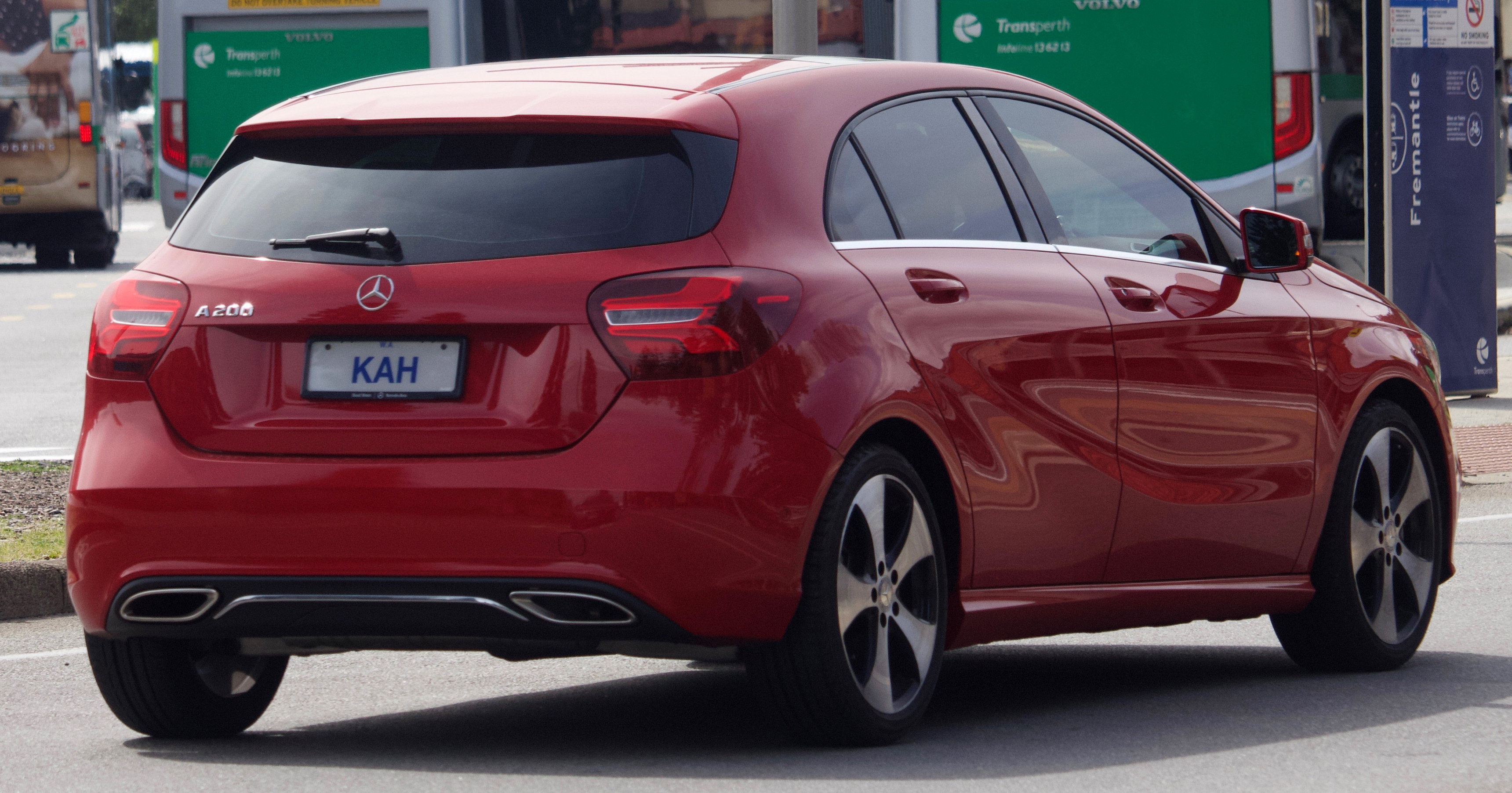
Mercedes-Benz A 200 (2015-2018)

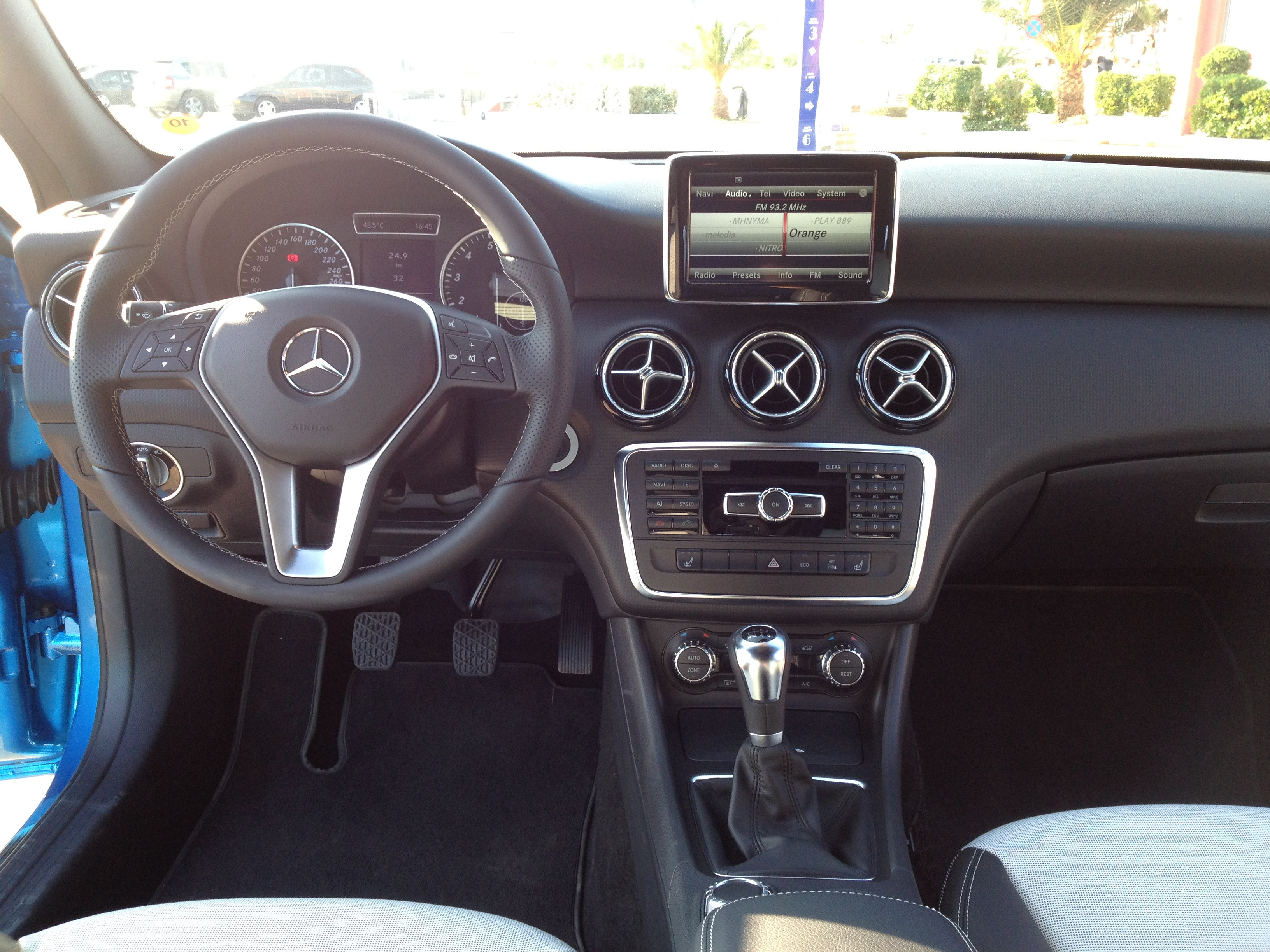
Вигляд салону

7 березня 2012 року на Жененвському автосалоні компанія Mercedes-Benz представила нове покоління A-класу (заводський індекс W176). 16 липня 2012 року почалося виробництво моделі. Продажі почалися 17 вересня 2012 року.
На відміну від своїх попередників автомобіль отримав класичний кузов типу хетчбек. Новий A-клас побудований на новій передньопривідній платформі зі стійками McPherson спереду і багатоважільною підвіскою ззаду (розрахована під встановлення повнопривідної трансмісії). Перероблене рульове управління оснащується електромеханічним підсилювачем, встановленим безпосередньо на валу. Примітно, що на модифікаціях Sport передня підвіска оригінальна: спочатку її розробляли і налаштовували інженери відділення AMG.
A-клас з шильдиком Sport представлений у двох модифікаціях - A 250 і A 220 CDI. У першої під капотом встановлений турбомотор 2,0 з безпосереднім уприскуванням і 211 силами, а у другої - наддувний дизель 2,1, в активі якого 170 «коней». Але це топ-версії, а дешевші варіанти оснащуються скромнішими моторами. Так, Mercedes A 180 і A 200 комплектуються новою «турбочетвіркою» 1,6 (на ній вперше застосований механізм регулювання ходу впускних клапанів Camtronic), що розвиває 115 і 156 к.с. відповідно. В обойму потрапили ще дві модифікації - дизельні A 180 CDI і A 200 CDI. У обох - агрегат 2,1, видає 109 і 136 сил відповідно. За замовчуванням в парі з усіма моторами працює нова шестиступінчаста МКПП, а за доплату доступний преселективна роботизована КПП 7G-DCT з сімома діапазонами.
Вперше в історії моделі A-класу в списку обладнання значиться система превентивної безпеки Pre-Safe. Вже в базовій комплектації є технологія Collision Prevention Assist, яка допомагає уникнути зіткнення з автомобілем який їде попереду. Система не уповільнює автомобіль, але попереджає водія візуальним і звуковим сигналом і підвищує тиск у робочому контурі гальмівної системи. Споміж іншого є також «самопаркування», головне біксенонове світло з інтелектуальним управлінням, системи стеження за дорожньою розміткою та сліпими зонами, активний круїз-контроль.
Автомобіль пропонується в наступних лініях виконання: Style, Urban, AMG Sport і Sport (тільки в версії 250 Sport і 220 CDI Sport).
На додаток пропонуються три пакети додаткового обладнання: Start-Paket, Night-Paket і Exklusiv-Paket.
У 2013 році буде представлена версія седан під назвою Mercedes-Benz CLA, яка вже почала проходити дорожні випробування.
Оновлення 2015 року не змінило загальний вигляд Мерседес-Бенц А-Class. Були незначно модернізовані бампери і злегка видозмінені фари, в конструкцію яких додали верхні смуги світлодіодів. Колишню радіаторну решітку замінили більш стильною ромбовидною, яку останнім часом можна помітити у більшості нових моделей компанії. Центральний повітрозабірник тепер став коротшим і вищим, а два бічних - значно меншими і розташованими вертикально. Вид збоку залишився практично ідентичним дорестайлінговому, демонструючи той же вишуканий характер корпусних ліній, бічних порогів і оригінальний дизайн дверей. Також, Mercedes пропонує ряд нових легкосплавних дисків, доступних для вибору. Що стосується задньої частини кузова хетчбека A-Class, дизайнери компанії несуттєво змінили бампер, додали інтегровані насадки на вихлопні труби і злегка переглянули зовнішній вигляд світлодіодних задніх фар. В цілому, Мерседес А-клас 2016 року зберіг всі свої відмінні риси, але набув більш спортивного вигляду. 
Основні зміни в інтер'єрі Mercedes-Benz A-Class 2016 року торкнулися приладової панелі, на якій було встановлено оновлені вимірювальні прилади. У салоні, також, з'явилася можливість установки великого 7-дюймового сенсорного екрану. Для кожної моделі тепер доступні нові колірні схеми та оздоблювальні матеріали. В ексклюзивний пакет входить оздоблення салону шкірою чорного кольору і новий дизайн сидінь зі стильною червоною або зеленою прострочкою по контуру. Більшість елементів управління при цьому зроблені з жорсткого пластика.

#### A 45 AMG

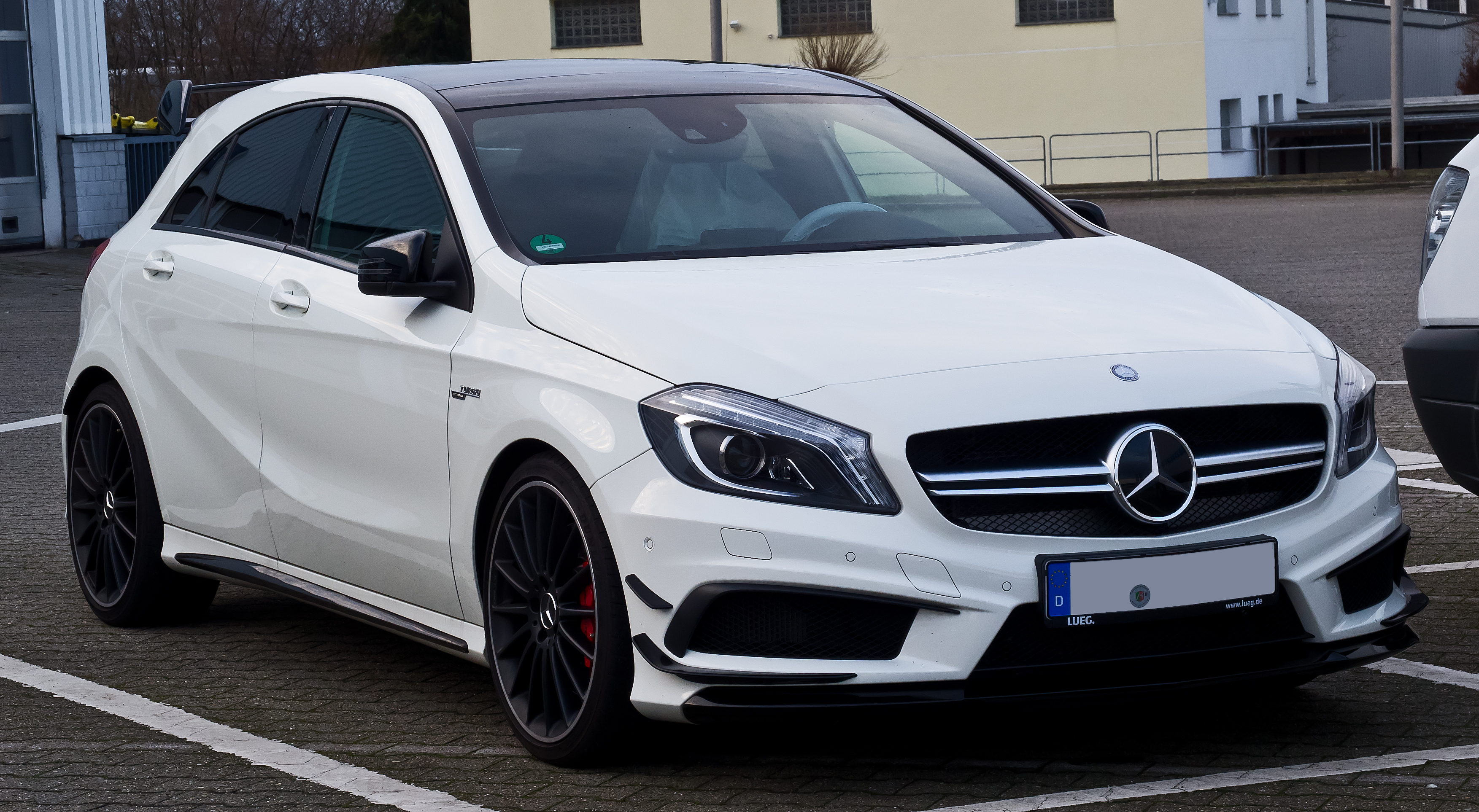
Mercedes-Benz A 45 AMG (W 176) (2012-2015)

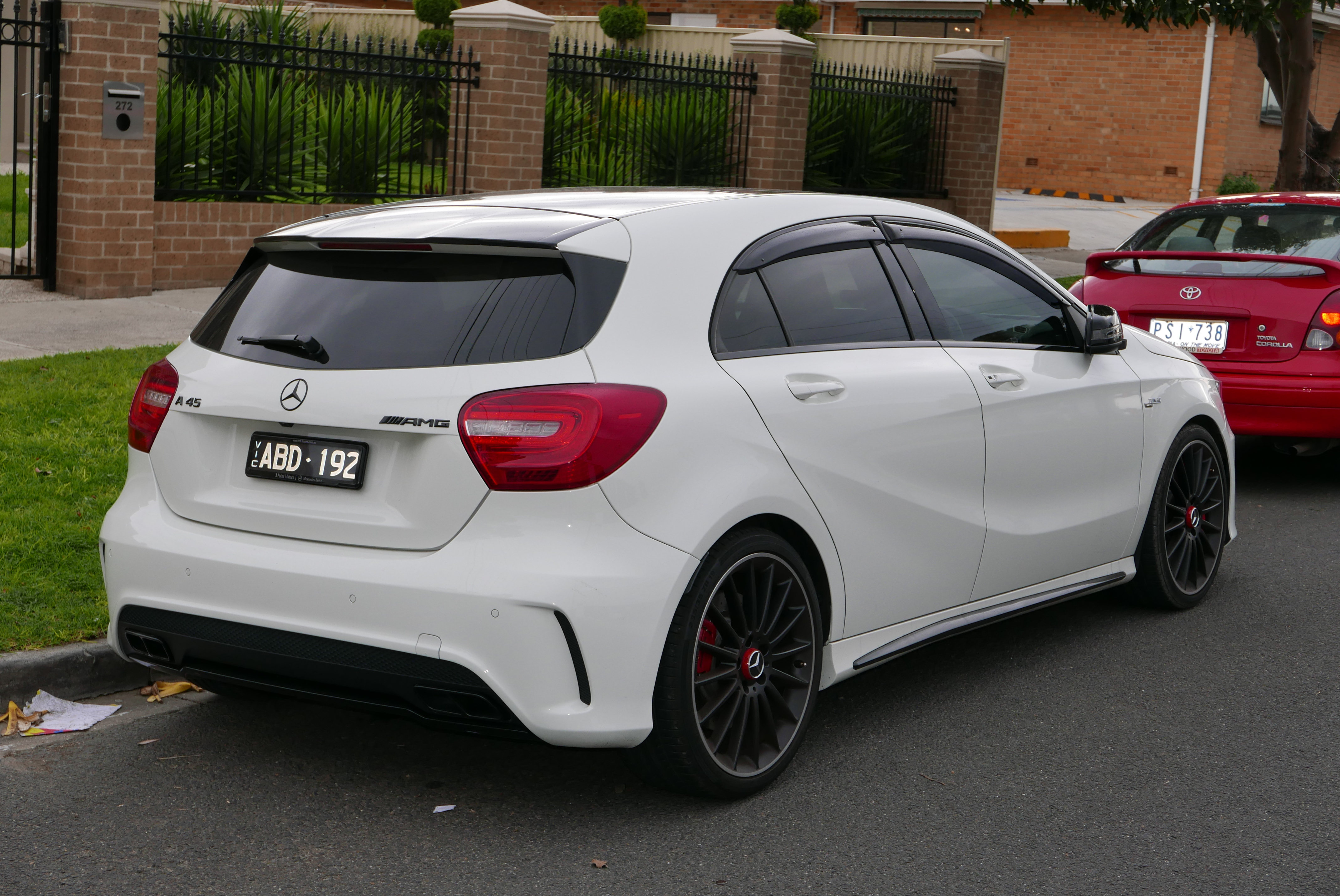
Mercedes-Benz A 45 AMG (W 176) (2012-2015)

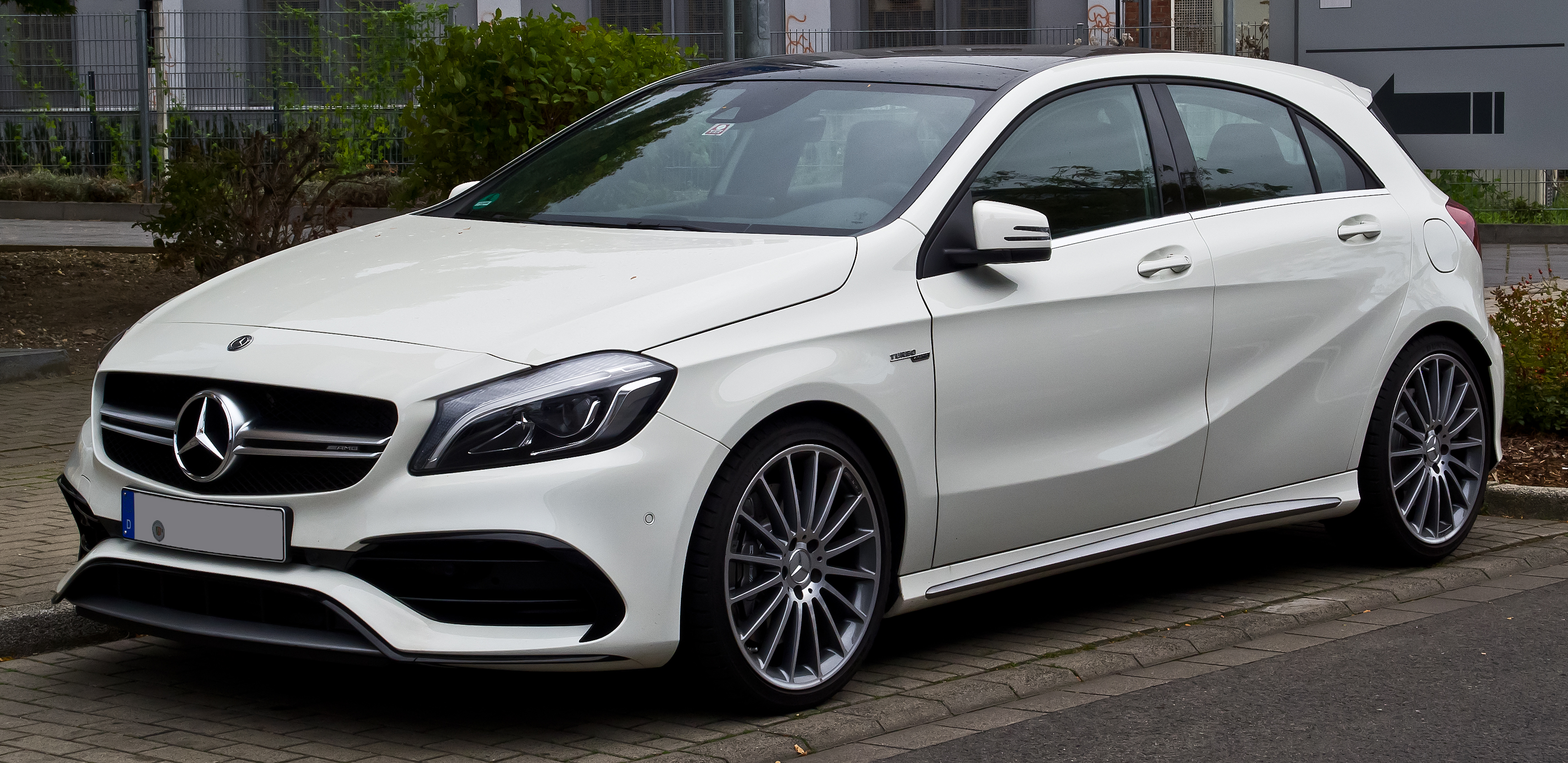
Mercedes-Benz A 45 AMG (W 176) (2015-2018)

Спортнивний хетчбек Mercedes-Benz A 45 AMG оснащений 2,0 літровим турбомотором з безпосереднім уприскуванням потужністю 360 к.с. і 450 Нм крутним моментом. Це найпотужніший серійний чотирициліндровий двигун в світі, запевняє компанія. При цьому агрегат з сімейства BlueDIRECT виявився напрочуд економічним. Новинка витрачає в змішаному європейському циклі всього 5,75 л/100 км і притому відповідає нормам по вихлопу Євро-6. З таким могутнім двигуном (ручної збірки), семиступінчастим «роботом» AMG Speedshift DCT з трьома програмами управління і ручним режимом, а також з новим повним приводом A 45 AMG з нуля до сотні розганяється за 4,6 секунди. Максимальна швидкість A 45 AMG обмежена електронікою на рівні 250 км/год.

#### Технічні характеристики
| Модель                                   | A 180 BlueEFFICIENCY                | A 200 BlueEFFICIENCY                | A 250 BlueEFFICIENCY              | A 45 AMG                     | A 180 CDI BlueEFFICIENCY         | A 180 CDI BlueEFFICIENCY              | A 200 CDI BlueEFFICIENCY               | A 220 CDI BlueEFFICIENCY               |
| Роки випуску                             | 07/2012-2018                        | 07/2012-2018                        | 07/2012-2018                      | 06/2013-2018                 | 07/2012-2018                     | 07/2012-2018                          | 07/2012-2018                           | 11/2012-2018                           |
| Двигун                                   |                                     |                                     |                                   |                              |                                  |                                       |                                        |                                        |
| Код двигуна*                             | M 270 DE 16 AL red.                 | M 270 DE 16 AL                      | M 270 DE 20 AL                    | M 133 DE 20 AL               | OM 607 DE 15 LA                  | OM 651 DE 18 LA red.                  | OM 651 DE 18 LA                        | OM 651 DE 22 LA                        |
| Тип двигуна                              | Р4-Бензиновий                       | Р4-Бензиновий                       | Р4-Бензиновий                     | Р4-Бензиновий                | Р4-Дизельний                     | Р4-Дизельний                          | Р4-Дизельний                           | Р4-Дизельний                           |
| Система живлення                         | Вприск                              | Вприск                              | Вприск                            | Вприск                       | Common-Rail                      | Common-Rail                           | Common-Rail                            | Common-Rail                            |
| Турбонаддув                              | Турбонаддув                         | Турбонаддув                         | Турбонаддув                       | Подвійний турбонаддув        | Турбонаддув                      | Турбонаддув                           | Турбонаддув                            | Турбонаддув                            |
| Об'єм                                    | 1595 см³                            | 1595 см³                            | 1991 см³                          | 1991 см³                     | 1461 см³                         | 1796 см³                              | 1796 см³                               | 2143 см³                               |
| Потужність                               | 90 кВт (122 к.с.) при 5000 об/хв    | 115 кВт (156 к.с.) при 5300 об/хв   | 155 кВт (211 к.с.) при 5500 об/хв | 257 кВт (350 к.с.) при об/хв | 80 кВт (109 к.с.) при 4000 об/хв | 80 кВт (109 к.с.) при 3200–4600 об/хв | 100 кВт (136 к.с.) при 3600–4400 об/хв | 125 кВт (170 к.с.) при 3000–4200 об/хв |
| Крутний момент                           | 200 Нм при 1250–4000 об/хв          | 250 Нм при 1250–4000 об/хв          | 350 Нм при 1200–4000 об/хв        | 450 Нм при об/хв             | 260 Нм при 1750–2500 об/хв       | 250 Нм при 1400–2800 об/хв            | 300 Нм при 1600–3000 об/хв             | 350 Нм при 1600–3000 об/хв             |
| Трансмісія                               |                                     |                                     |                                   |                              |                                  |                                       |                                        |                                        |
| Трансмісія, серійна                      | Передній привід                     | Передній привід                     | Передній привід                   | Повний привід                | Передній привід                  | Передній привід                       | Передній привід                        | Передній привід                        |
| КПП, серійна [ опційна ]                 | 6-ст. МКПП [ 7G-DCT ]               | 6-ст. МКПП [ 7G-DCT ]               | 7G-DCT                            | 7G-DCT                       | 6-ст. МКПП                       | 7G-DCT                                | 6-ст. МКПП [ 7G-DCT ]                  | 7G-DCT                                 |
| Характеристики                           |                                     |                                     |                                   |                              |                                  |                                       |                                        |                                        |
| Максимальна швидкість                    | 202 км/год                          | 224 км/год                          | 240 км/год                        | 250 км/год [ 280 км/год ]*   | 190 км/год                       | 190 км/год                            | 210 км/год                             | 220 км/год                             |
| Розгін, 0–100 км/год                     | 9,2 с [ 9,1 с ]                     | 8,4 с [ 8,3 с ]                     | 6,6 с                             | 4,6 с                        | 11,3 с                           | 10,6 с                                | 9,3 с [ 9,2 с ]                        | 8,2 с                                  |
| Витрати пального на 100 км (комбіновано) | 5,5–5,8 l Super [ 5,4–5,7 l Super ] | 5,5–5,8 l Super [ 5,4–5,7 l Super ] | 6,1–6,4 l Super                   | 7,2 l Super                  | 3,8–4,0 l Diesel                 | 4,1–4,4 l Diesel                      | 4,3–4,6 l Diesel [ 4,1–4,4 l Diesel ]  | 4,2–4,4 l Diesel                       |
| Викиди CO2 (комбіновано)                 | 128–135 гр/км [ 127–133 гр/км ]     | 128–135 гр/км [ 127–133 гр/км ]     | 143–148 гр/км                     |                              | 98–105 гр/км                     | 109–116 гр/км                         | 111–121 гр/км [ 109–116 гр/км ]        | 109–115 гр/км                          |
| Екологічні стандарти                     | Євро-6                              | Євро-6                              | Євро-6                            | Євро-6                       | Євро-5                           | Євро-5                                | Євро-5                                 | Євро-6                                 |

- Werte in eckigen Klammern für Modelle mit Doppelkupplungsgetriebe
- Die Motorbezeichnung ist wie folgt verschlüsselt:

M = Motor, OM = Oelmotor, Baureihe = 3 stellig, E = Saugrohreinspritzung, KE = Kanaleinspritzung, DE = Direkteinspritzung, ML = Kompressor, L = Ladeluftkühlung, A = Abgasturbolader, red. = reduzierte(r) Leistung/Hubraum, LS = Leistungssteigerung
- Пакет AMG Performance